# 皮埃爾山
71°18′S 35°45′E / 71.300°S 35.750°E
皮埃爾山是南極洲的山峰，位於東部南極洲的毛德皇后地，屬於法比奧拉王后山脈的一部分，海拔高度2,200米，在1960年10月7日由比利時探險隊發現。